# شاغان (شهر بسته)
شاغان (به قزاقی: Chagan) یک منطقهٔ مسکونی در قزاقستان است که در سمی واقع شده‌است. شاغان ۰ نفر جمعیت دارد.